# نابليون لويس بونابرت
نابليون لويس بونابرت (بالفرنسية: Napoléon Louis Bonaparte)‏ (11 أكتوبر 1804 – 17 مارس 1831)، يعرف أيضاً  بلويس الثاني من هولندا، كان الابن الأوسط للويس بونابرت وأورتينس دي بوارنيه. كان أبوه الأخ الأصغر لنابليون الأول وحكم كملك هولندا من 1806 إلى 1810، بينما كانت أمه ابنة جوزفين، وهي الزوجة الأولى لنابليون.